# هوارد بورتر (كرة سلة)
هوارد بورتر (بالإنجليزية: Howard Porter)‏ مواليد 31 أغسطس 1948 في ستيوارت - الوفاة 26 مايو 2007، كان لاعب كرة سلة أمريكي. بدأ مسيرته الاحترافية في سنة 1971. تم اختياره من قبل فريق شيكاغو بولز خلال الدرافت. حمل الرقم 54. بلغ طوله 6 قدم 8 بوصة (2.0 م). اعتزل اللعب في 1978.

## المسيرة الاحترافية
لعب مع شيكاغو بولز من سنة 1971 إلى 1974، ثم لعب مع نيويورك نيكس في سنة 1974، ثم لعب مع ديترويت بيستونز من سنة 1974 إلى 1978، ثم لعب مع بروكلين نتس في موسم 1977–1978.

## روابط خارجية
- هوارد بورتر على موقع إن بي أي (الإنجليزية)
- هوارد بورتر على موقع سبورتس رفرنس (الإنجليزية)
- هوارد بورتر على موقع كلية كرة السلة في سبورتس رفرنس.كوم (الإنجليزية)
- هوارد بورتر على موقع ريلجم (الإنجليزية)
- هوارد بورتر على موقع بروبوليرز (الإنجليزية)